# زعبیل
زعبیل (به عربی: زعبیل) یک محله در امارات متحده عربی است که در شرق شیخ‌نشین دبی واقع شده‌است.